# Démographie des îles Cook

Voici l'évolution démographique des îles Cook 1960 à 2017

Le recensement a lieu aux îles Cook tous les cinq ans. En décembre 2006, il y avait 19 569 habitants soit une hausse de 8,6 % par rapport au recensement de 2001. Ce chiffre et les données qui suivent, n'incluent que la population née aux îles Cook. Ceux concernant les résidents permanents ou temporaires (+ de 12 mois), ne sont pas disponibles. En 2011 (année du dernier recensement), le pays était peuplé de 21 923 habitants, ce qui fait des Îles Cook l'un des États indépendants les moins peuplés.
Avec 14 153 habitants en 2006 (soit une augmentation de 16,1 % par rapport à 2001), Rarotonga demeure l'île la plus peuplée du pays, suivie d'Aitutaki avec 2 194 habitants (+12,7 %). En dehors de Palmerston dont la population est passé sur la même période de 48 à 63 habitants (+31,3 %), l'ensemble des autres îles de l'archipel a vu sa population diminuer :   Mangaia (-12,1 %); Atiu (-8,2 %); Mauke( -16,4 %); Mitiaro (-4,8 %); Manihiki (-31,8 %); Penrhyn (-29,7 %); Rakahanga (-16,6 %); Pukapuka (-23,6 %); Nassau (-1,4 %). À noter enfin que Suwarrow qui avait en 2001 un seul habitant, n'en a plus aujourd'hui soit une baisse de 100 %.

La densité moyenne est dans l'archipel de 91 hab./km2
La répartition ethnique se décomposerait ainsi. Se déclarant 
- polynésiens : 87,7 %;
- métis : 5,8 %;
- autres : 6,5 %.

Une immigration en provenance des Fidji (Indo-Fidjiens et Mélano-Fidjiens) est apparue ces dernières années. Ils seraient actuellement environ 300 essentiellement installés à Rarotonga, la principale île du pays.
Religions : 
- Cook Islands Christian Church (CICC) issue de la "London Missionary Society" : 55,9 %
- Catholiques :  16,8 %
- Adventistes : 7,9 %
- Baha'i : 5,8 %
- Mormons : 3,8 %
- N'ont pas souhaité répondre : 2,6 %
- Aucune : 3 %